# Anatoli Akéntiev
Anatoli Vasílievich Akéntiev (en ruso: Анатолий Васильевич Акентьев; Kaluga, RSFS de Rusia; 14 de febrero de 1942-23 de abril de 2023) fue un esquiador ruso especialista en el esquí de fondo que compitió en los Juegos Olímpicos de Invierno realizados en 1968 en Grenoble, Francia.

## Carrera
Siempre formó parte del CSKA Moscú y su principal logro fue ganar el Holmenkollen Ski Festival en 1967.
Al año siguiente participa en los Juegos Olímpicos de Grenoble 1968 en los cuatro eventos de esquí de fondo. En la prueba de 15 km terminó en el lugar 16 entre 76 participantes, en la prueba de 30 km terminó en décimo lugar entre 66 participantes, en la prueba de 50 km terminó en el lugar 20 entre 60 participantes, y en la prueba por equipos terminó en cuarto lugar entre 15 equipos.

## Tras el retiro
Al retirarse pasó a ser un prominente administrador de esquí, siendo vicepresidente de la Federación Internacional de Esquí desde 1979 hasta cuando fue elegido vicepresidente honorario en 2006. También fue el jefe de delegación de los equipos de esquí de fondo tanto de Unión Soviética como de Rusia por 15 años, y también fue presidente de la Asociación Rusa de Esquí de 1996 a 2004.

## Distinciones
- Coronel.
- Maestro de Deportes de la Unión Soviética.
- Orden de la Insignia de Honor en 1980.[9]
- Orden de Honor en 1998.
- Medalla de los Trabajadores Distinguidos en 1976.